# Хепосаарі
Хепоса́рі (рос. Хепосари) — невеликий скелястий острів у Ладозькому озері. Належить до групи Західних Ладозьких шхер. Територіально належить до Лахденпохського району Карелії, Росія.
Витягнутий із заходу на схід. Довжина 1,2 км, ширина 0,8 км.
Розташований біля північно-східного берега острова Корпісарі, в гирлі Куркійоцької затоки. Острів скелястий, береги стрімкі. Вкритий лісами.